# Facundo Pellistri
Facundo Pellistri Rebollo (Montevideo, 20 december 2001) is een Uruguayaans voetballer die bij voorkeur als vleugelspeler speelt. Hij tekende in 2024 voor Panathinaikos.

## Clubcarrière
Pellistri speelde in de jeugd bij La Picada, River Plate en Peñarol. Op 11 augustus 2019 debuteerde hij voor Peñarol tegen Defensor Sporting. Op 6 november 2019 maakte de vleugelspeler zijn eerste competitiedoelpunt tegen CA Cerro. Op 5 oktober 2020 ondertekende Pellistri een vijfjarig contract bij Manchester United, dat tien miljoen euro over had voor de vleugelspeler.
In januari 2020 werd hij, nog voor hij zijn officiële debuut had gemaakt bij Manchester United, voor de rest van het seizoen uitgeleend aan de Spaanse eersteklasser Deportivo Alavés. In het seizoen erna speelde hij opnieuw op huurbasis voor deze club. In januari 2024 werd hij voor de rest van het seizoen verhuurd aan Granada. In de zomer van 2024 tekende Pellistri bij Panathinaikos.